# Roland Martin (tandläkare)
Roland Martin, född 23 oktober 1841 i Enköping, död 23 februari 1894 i Stockholm, var en svensk tandläkare.
Roland Martin var son till provinsialläkaren Paul August Martin. Efter läroverksstudier i Uppsala blev han apotekselev 1855, avlade farmacie studiosiexamen 1861 och innehade apotekstjänst till 1865, då han övergick till tandläkarbanan och avlade tandläkarexamen 1872. Från 1872 var han föreståndare för Stockholms stads poliklinik för tandsjukdomar. Martin var sekreterare i Svenska tandläkaresällskapet 1875–1885 och 1891 samt ordförande där 1886–1887. Martin utgav Skandinavisk tidskrift för tandläkare 1887–1889 och började 1894, strax före sin död utge Tidskrift för tandläkare. Bland hans skrifter märks Sveriges tandläkare-historia från äldsta till närvarande tid (1881), Kortfattad tandläkemedelslära (1887), Om artificiella tänder... (1890) och Matrikel jemte biografiska uppgifter öfver Sveriges tandläkare från äldre till nuvarande tid (1890).